# Campo San Martino
Pour les articles homonymes, voir San Martino.
Campo San Martino est une commune italienne de la province de Padoue, dans la région Vénétie.

## Administration
| Période                                  | Période | Identité | Étiquette | Qualité |
| ---------------------------------------- | ------- | -------- | --------- | ------- |
|                                          |         |          |           |         |
| Les données manquantes sont à compléter. |         |          |           |         |

### Hameaux
Marsango, Busiago (Busiago est jumelé avec Serres-Castet  France).

### Communes limitrophes
Curtarolo, Piazzola sul Brenta, San Giorgio delle Pertiche, San Giorgio in Bosco, Santa Giustina in Colle, Villa del Conte.

### Personnalités nées à Granze
- Ernesto Breda ;
- Giacomo Facco ;
- Cristian Salvato.